# Юго-Восточная экономическая зона
Юго-Восточная экономическая зона — один из территориально-производственных кластеров (территориально-производственных комплексов (ТПК)) Республики Татарстан, основной сферой которого является добыча полезных ископаемых и производство нефтяного оборудования, геологоразведка. Экономическая зона входит в тройку лидеров в республике по объёму производства, развитости рыночной и транспортной инфраструктур. Население зоны — 577,66 тыс. человек, площадь — 12613,7 км². Включает в себя 8 муниципальных районов и 5 городов республиканского значения. Зона официально выделена в республике согласно Концепции территориальной экономической политики РТ.

## Структура и состав
Юго-Восточная экономическая зона включает 8 муниципальных районов, группировка которых была осуществлена с использованием итерационного метода их поэтапного формирования вокруг узловых центров, в котором значение интегрального индикатора оценки социально-экономического развития было на 20 % выше среднереспубликанского.
| №      | Район         | Население | Площадь  | ВТП1    | СЗ2     | УБ3    | ЗЭ4 | ОДСП5   |
| ------ | ------------- | --------- | -------- | ------- | ------- | ------ | --- | ------- |
| 1      | Азнакаевский  | 64274     | 2143,3   | 26787   | 10222,4 | 2.37 % | 31  | 22.393  |
| 2      | Альметьевский | 195702    | 2500,2   | 134906  | 18571   | 1,92 % | 105 | 102.331 |
| 3      | Бавлинский    | 37479     | 1210,4   | 11523   | 15607   | 2.44 % | 18  | 9.137   |
| 4      | Бугульминский | 111757    | 1408,6   | 25547   | 13400   | 1.72 % | 54  | 12.397  |
| 5      | Лениногорский | 88840     | 1843,2   | 28539   | 17634,1 | 1.60 % | 40  | 21.875  |
| 6      | Сармановский  | 36680     | 1385     | 12178   | 8026,4  | 2.15 % | 17  | 9.705   |
| 7      | Черемшанский  | 20922     | 1364     | 7302    | 11966   | 1.76 % | 9   | 4.951   |
| 8      | Ютазинский    | 21670     | 760,57   | 2859    | 12663,2 | 0.91 % | 34  | 9.137   |
| Всего: | Всего:        | 577 656   | 12 613,7 | 249 639 |         | 1,86   | 308 | 184.508 |

1 — объём валового территориального продукта, млн. рублей, 2009 г.;
2 — средняя заработная плата;
3 — уровень безработицы;
4 — численность занятых в экономике, тыс. чел, 2009 г.;
5 — объём добавленной стоимости предприятия, млн. рублей, 2009 г.

Население на территории экономической зоны размещено неравномерно. Крупнейшими по численности населения являются: Альметьевский (194892), Бугульминский (112043), Лениногорский (88840) районы. Городское население экономической зоны составляет 70 % (355130 тыс. чел.), при этом абсолютное большинство горожан (88 %) проживают в 5 городах республиканского значения. Преобладание сельского населения наблюдается в Сармановском районе, а в Черемшанском районе проживает только сельское население.

## Экономика
Предприятия имеющие существенное значение в экономике на 2009 год:
| №     |               | Всего | РФ* | РФ** | РТ | МО |
| ----- | ------------- | ----- | --- | ---- | -- | -- |
| 1     | Азнакаевский  | 5     |     |      | 4  | 1  |
| 2     | Альметьевский | 37    | 2   | 1    | 9  | 28 |
| 3     | Бавлинский    | 20    |     |      | 10 | 10 |
| 4     | Бугульминский | 20    |     |      | 9  | 11 |
| 5     | Лениногорский | 22    |     |      | 16 | 6  |
| 6     | Сармановский  | 11    |     |      | 8  | 3  |
| 7     | Черемшанский  | 23    |     |      | 10 | 13 |
| 8     | Ютазинский    | 15    |     |      | 14 | 1  |
| Всего | Всего         | 153   | 2   | 1    | 80 | 73 |

* Системообразующих предприятий. ** Предприятий регионального значения.

### Инвестиции
В Юго-Восточной экономической зоне функционируют 2 инвестиционные площадки расположенные в городах Альметьевск и Лениногорск. Наиболее крупным является ООО "Инновационно-производственный технопарк «ИДЕЯ — Юго-Восток», расположенный в городе Лениногорск. Общая площадь технопарка составляет 37 993,90 м2, в котором зарегистрировано 40 компаний-резидентов. Деятельность технопарка направлена на инновации с целью развития малого и среднего бизнеса на Юго-востоке Республики Татарстан.
В Альметьевске функционирует муниципальный бизнес-инкубатор «Импульс», общей площадью 1643,70 м2.
В Юго-Восточной экономической зоне на 2011 год реализуются 103 инвестиционных проекта:
| №     | МО            | Проектов |
| ----- | ------------- | -------- |
| 1     | Азнакаевский  | 13       |
| 2     | Альметьевский | 10       |
| 3     | Бавлинский    | 4        |
| 4     | Бугульминский | 42       |
| 5     | Лениногорский | 6        |
| 6     | Сармановский  | 24       |
| 7     | Черемшанский  | 1        |
| 8     | Ютазинский    | 3        |
| Всего | Всего         | 103      |
| РТ    | РТ            | 540      |

Наиболее крупными из которых являются:
| № | Проект | Стоимость, млн руб. | NPV1, млн. руб. | Окупаемость2, лет | РМ3, ед. |
| - | --- | ------------------- | --------------- | ----------------- | -------- |
| 1 | Строительство и ввод в эксплуатацию электрометаллургического завода ЗАО «ТАТСТАЛЬ»                        | 21533,0             | 19200           | 2.8               | 1300     |
| 2 | Разработка Ашальчинского месторождения сверхвязкой нефти                                                  | 3763                | 1033            | 9                 | 207      |
| 3 | Строительство торгово-гостиничного-развлекательного комплекса, г. Бавлы                                   | 1400                |                 |                   | 250      |
| 4 | Строительство животноводческого комплекса на 4000 голов дойного стада в п. Актюба Азнакаевского района РТ | 1200                |                 |                   |          |
| 5 | Производство ячеистого бетона                                                                             | 754.5               | 120.0           |                   | 83       |
| 6 | Развитие и техническое перевооружение ОАО АЛНАС                                                           | 626.9               | 2325            | 3                 |          |
| 7 | Организация производства стальных бесшовных бурильных труб с износостойкими узлами                        | 450.0               | 25.0            | 5                 | 189      |

1 — чистый дисконтированный доход;
2 — простой срок окупаемости;
3 — количество создаваемых в рамках предприятия рабочих мест;

### Добыча полезных ископаемых

#### Нефть

Углеводородное сырьё

| №  | Наименование          | Размерность | Освоенность                       |
| -- | --------------------- | ----------- | --------------------------------- |
| 1  | Матросовское          | Малое       | Разрабатываемое                   |
| 2  | Кзыл-Ярское           | Малое       | Разрабатываемое                   |
| 3  | Бухараевское          | Малое       | Разрабатываемое                   |
| 4  | Урустамакское         | Малое       | Разрабатываемое                   |
| 5  | Тат.-Кандызское       | Малое       | Разрабатываемое                   |
| 6  | Купавное              | Малое       | Находящееся в разведке и изучении |
| 7  | Западно-Галицкое      | Малое       | Находящееся в разведке и изучении |
| 8  | Алексеевское          | Малое       | Разрабатываемое                   |
| 9  | Лазурное              | Малое       | Находящееся в разведке и изучении |
| 10 | Западно-Урустамакское | Малое       | Находящееся в разведке и изучении |
| 11 | Западно-Хрусталинское | Малое       | Находящееся в разведке и изучении |
| 12 | Бавлинское            | Среднее     | Разрабатываемое                   |
| 13 | Туймазинское          | Малое       | Разрабатываемое                   |
| 14 | Сабанчинское          | Малое       | Разрабатываемое                   |
| 15 | Мухарметовское        | Малое       | Разрабатываемое                   |
| 16 | Тумутукское           | Малое       | Разрабатываемое                   |
| 17 | Чеканское             | Малое       | Разрабатываемое                   |
| 18 | Нуркеевское           | Малое       | Разрабатываемое                   |
| 19 | Елгинское             | Малое       | Разрабатываемое                   |
| 20 | Лунное                | Малое       | Разрабатываемое                   |
| 21 | Коногоровское         | Малое       | Находящееся в разведке и изучении |
| 22 | Глазовское            | Малое       | Разрабатываемое                   |
| 23 | Урмышлинское          | Малое       | Разрабатываемое                   |
| 24 | Ромашкинское          | Уникальное  | Разрабатываемое                   |
| 25 | Кузайкинское          | Малое       | Разрабатываемое                   |
| 26 | Тюгеевское            | Малое       | Разрабатываемое                   |
| 27 | Березовское           | Малое       | Разрабатываемое                   |
| 28 | Ерсубайкинское        | Малое       | Разрабатываемое                   |
| 29 | Сиреневское           | Малое       | Разрабатываемое                   |
| 30 | Беркет-Ключевское     | Малое       | Разрабатываемое                   |
| 31 | Ашальчинское          | Малое       | Разрабатываемое                   |
| 32 | Красногорское         | Малое       | Разрабатываемое                   |
| 33 | Шегурчинское          | Малое       | Разрабатываемое                   |
| 34 | Ямашинское            | Малое       | Разрабатываемое                   |
| 35 | Новоелховское         | Крупное     | Разрабатываемое                   |
| 36 | Ново-Чегодайское      | Малое       | Находящееся в разведке и изучении |
| 37 | Сотниковское          | Малое       | Разрабатываемое                   |
| 38 | Чегодайское           | Малое       | Разрабатываемое                   |
| 39 | Черемшанское          | Малое       | Разрабатываемое                   |
| 40 | Заречное              | Малое       | Разрабатываемое                   |
| 41 | Северо-Кармалинское   | Малое       | Находящееся в разведке и изучении |
| 42 | Западно-Сотниковское  | Малое       | Разрабатываемое                   |
| 43 | Искринское            | Малое       | Разрабатываемое                   |
| 44 | Ильмовское            | Малое       | Разрабатываемое                   |
| 45 | Южно-Екатериновское   | Малое       | Находящееся в разведке и изучении |
| 46 | Лазурное              | Малое       | Находящееся в разведке и изучении |
| 47 | Дачное                | Малое       | Разрабатываемое                   |
| 48 | Старо-Кадеевское      | Малое       | Разрабатываемое                   |

### Транспорт

#### Воздушный транспорт
Воздушное сообщение экономической зоны осуществляется через аэропорт «Бугульма». Технические характеристики: 15 самолётов Як-40 (из них 8 летающих), 2 самолёта Ан-2, ВПП размером 2000×40 м, аэровокзал, гостиница, ангар, хорошо оснащенную АТБ.